# 阮有进 (作家)
阮有進（越南语：／；1875年—1941年），號東洲（越南语：／），是越南近代詩人和作家，曾任《南風》雜誌編輯。
嗣德二十八年（1875年），阮有進出生在河內省懷德府慈廉縣明早總東鄂社，早年在家鄉學習儒學。後到《南風雜誌》任職，為雜誌撰寫了很多關於越南和中國歷史、地理、民俗和文學等方面的文章。
1941年，阮有進在河內去世，時年66歲。